# Jesualdo Cavalcanti
Jesualdo Cavalcanti Barros, mais conhecido como Jesualdo Cavalcanti, (Corrente, 18 de fevereiro de 1940 – Teresina, 22 de fevereiro de 2019) foi um advogado, escritor e político brasileiro, que representou o Piauí na Câmara dos Deputados.

## Dados biográficos
Filho de Sebastião de Souza Barros e Iracema Cavalcante Barros, formou-se em Ciências Jurídicas e Sociais na Faculdade de Direito do Piauí em 1966, tendo cursos de pós-graduação em Administração de Empresas (1967) e Direito Público (1978). Fundou e dirigiu um escritório de advocacia, consultoria e planejamento de administração municipal (1967/1979) em Teresina. Integrou o conselho seccional piauiense da Ordem dos Advogados do Brasil, tendo exercido o cargo de primeiro secretário de sua diretoria (1976/1978).
Aposentou-se voluntariamente em março de 2002, para dedicar-se a pesquisas sobre a história do Piauí e ao Centro de Estudos e Debates do Gurguéia — Cedeg —, entidade voltada para a discussão em torno da criação do estado do Gurguéia.

## Carreira política
Participou ativamente da política estudantil dos anos 1950 e 1960, quando presidiu por duas vezes o Grêmio Lítero-Cultural Desembargador Arimatéa Tito (Liceu Piauiense) e a União Piauiense dos Estudantes Secundários, bem como a vice-presidência da União Brasileira dos Estudantes Secundários. Presidiu também o Centro de Estudos da Mocidade Idealista do Piauí, que reunia jovens de sua geração em torno da discussão dos problemas do Piauí e do Brasil.
Ingressou na política partidária ao eleger-se vereador de Teresina pelo PTB em 1962, perdendo o mandato dois anos depois com a eclosão do Regime Militar de 1964 quando liderava a bancada de seu partido. Após dez anos, recuperou os direitos políticos sendo eleito terceiro suplente de deputado estadual pela ARENA em 1974 e ocupou o cargo de subsecretário de Indústria e Comércio no governo Dirceu Arcoverde. Eleito deputado estadual em 1978, ingressou no PDS sendo reeleito em 1982. Afastou-se do mandato para exercer os cargos de secretário de Cultura e presidente da Fundação Cultural do Piauí no primeiro governo Hugo Napoleão, a quem seguiu na filiação ao PFL.
Eleito deputado federal em 1986, foi signatário da Constituição de 1988 e em 1990 conquistou seu terceiro mandato de deputado estadual. Exerceu a presidência da Assembleia Legislativa no biênio 1991/1993 (assumindo o governo do estado no período de 8 a 12 de fevereiro de 1993) no governo Freitas Neto. Na sua gestão foi construído o terceiro pavimento do Palácio Petrônio Portela, tendo a assembleia passado por ampla modernização administrativa, inclusive com a implantação do Centro de Processamento de Dados.
Integrou o diretório nacional do PFL e presidiu seu diretório estadual no Piauí (1990/1991). Candidato a prefeito de Teresina em 1992, não passou do primeiro turno num pleito vencido por Wall Ferraz. Não concluiu seu derradeiro mandato parlamentar, pois renunciou para assumir como conselheiro do Tribunal de Contas do Estado, corte da qual foi presidente.
Liderou a criação da Fundação de Ensino Superior do Sul do Piauí, no extremo sul do estado, conseguindo recursos federais para a construção e equipamento do respectivo prédio, de que resultaram a instalação do campus avançado Jesualdo Cavalcanti (UESPI) e o funcionamento de cursos superiores em Corrente.
Retornou à vida política ao ser eleito prefeito de Corrente pelo PTB em 2012. Faleceu na capital piauiense em 2019 em razão de complicações na luta contra o câncer.

## Atividade como escritor e vida pessoal
É autor dos livros Tempo de Cultura (1985), O Estado do Gurguéia e outros temas (1995), Notícia do Gurguéia (2002), Tempo de Tribunal (2003), Memória dos Confins (1ª edição 2005, 2ª edição 2007), Tempo de Contar (2006), Dicionário Enciclopédico do Gurguéia (2008) e Gurgueia: Espaço, Tempo e Sociedade (2009). Eleito para a Academia Piauiense de Letras, tomou posse na cadeira número três no dia 6 de agosto de 2010.
Era casado com a professora Maria do Socorro Rocha Cavalcanti Barros e teve três filhos.